# Bruguiera exaristata
Bruguiera exaristata är en tvåhjärtbladig växtart som beskrevs av Ding Hou. Bruguiera exaristata ingår i släktet Bruguiera, och familjen Rhizophoraceae. Inga underarter finns listade i Catalogue of Life.